# Кребсбах, Эдуард
Эдуард Кребсбах (нем. Eduard Krebsbach; 8 августа 1894, Бонн, Германская империя — 28 мая 1947, Ландсбергская тюрьма, американская зона оккупации Германии) — штурмбаннфюрер СС, военный преступник, главный врач концлагеря Маутхаузен и концлагеря Рига-Кайзервальд. После окончания войны предстал перед американским военным трибуналом на главном процессе по делу о преступлениях в концлагере Маутхаузен, был приговорён к смертной казни и в 1947 году повешен.

## Биография
Эдуард Кребсбах родился 8 августа 1894 года в семье продавца. Посещал гуманитарную гимназию в Кёльне, сдав в 1912 году экзамены на аттестат зрелости. С 1912 года изучал медицину во Фрайбургском университете, однако в связи с началом Первой мировой войны ему пришлось прервать учёбу. В октябре 1914 года добровольно записался в пехоту. Первоначально был ефрейтором и унтер-офицером санитарной службы, а осенью 1915 года был повышен до полевого врача. Возглавив лёгкий санитарный транспорт, Кребсбах был ранен во время битвы на Сомме летом 1916 года, после чего был доставлен в лазарет и лечился на родине. Впоследствии недолго работал врачом в лагере для гражданских пленных в Раштате, а затем снова воевал на фронте в составе медицинской роты, пока не был демобилизован из армии в декабре 1918 года.
Вернувшись к учёбе, 17 июня 1919 года сдал государственный экзамен. 28 октября 1919 года получил степень доктора медицинских наук, защитив диссертацию О состоянии спирохет в мозжечке при параличе. В том же году во Фрайбурге стал одним из основателей местной группы немецкого народного союза обороны и наступления. После недолгой деятельности в качестве ординатора в 1920 году открыл медицинскую практику в Буире под Кёльном, работая врачом больничной кассы. В том же году женился на уроженке Фрайбурга Агнес Хельд. С 1 октября 1925 по 3 октября 1933 года работал окружным врачом в Бургхайме, Кёльне, Зигмарингене и Розенберге.
После прихода нацистов к власти был уволен на основании Закона «О восстановлении профессионального чиновничества» от 7 апреля 1933 года за предполагаемую оппозицию национал-социализму. С 1 ноября 1933 года был практикующим врачом во Фрайбурге, а также работал по контракту врачом в полицейском участке города. 23 июня 1933 года был зачислен в ряды СС (№ 106821). В том же году вступил в НСДАП и национал-социалистический союз врачей. С членством в нацистской партии у Кребсбаха возникли проблемы, поэтому он вновь вступил в партию 1 мая 1937 года (билет № 4142556). Во время службы в СС руководил санитарным подразделением 65-го штандарта СС во Фрайбурге. В ноябре 1938 года получил звание унтерштурмфюрера СС. Кроме того, Кребсбах принадлежал к группе штурмовиков и эсэсовцев, которые подожгли и разорили во время Хрустальной ночи Фрайбургскую синагогу. 1 октября 1939 года был призван в Войска СС и был зачислен в 1-ю санитарную роту 3-й танковой дивизии СС «Мёртвая голова», в составе которой принимал участие во Французской кампании. Кребсбах недолгое время был командиром 3-й санитарной запасной роты в Праге. Со 2 мая 1940 года работал врачом в полиции в Мюльхаузене, где оставался до 31 декабря 1940 года. С 1 января 1941 года работал врачом на предприятии в Касселе.
5 мая 1941 года был вновь призван в Войска СС и после окончания подготовки в санитарном управлении СС в концлагере Заксенхаузен 18 июня 1941 года стал главным врачом концлагеря Маутхаузен. По своему служебному положению был подчинён отделу D III (санитарное обслуживание и лагерная гигиена) Главного административно-хозяйственного управления СС, а также контролировал санитарную деятельность и медицинский персонал в лагере и его филиалах. В 1941 годам под руководством Кребсбаха началась акция массовых убийств больных и нетрудоспособных заключенных путём смертельных инъекций в сердечную мышцу. Бывший заключённый Франтишек Поправка после войны описывал, что «делать инъекции начал доктор Кребсбах, поэтому его прозвали „Шприцбах”. Это был шприц с очень большими иглами. Контейнер для инъекций наполнялся бензином или фенолом, и игла вставлялась прямо в сердце заключенного. Вначале это делалось без анестезии. Позже заключенному вводили наркоз в операционной». Во время эпидемии сыпного тифа с июля и до конца сентября 1941 года этот способ убийства постоянно практиковался: все заключённые, заразившиеся тифом, были убиты. Когда осенью 1941 года потребовалось место для доставленных советских военнопленных, Кребсбах расформировал четыре из пяти бараков, служивших помещениями для больных. Тяжёлобольные заключённые, размещённые в этих бараках, были убиты. Кребсбах в рамках акции 14f13 проводил селекцию нетрудоспособных и больных заключённых для введений инъекций фенола в сердце. Кроме того, отвечал за установку газовой камеры в подвале лагерной больницы. В конце 1942 года присутствовал при отравлении газом 120-130 чехов в связи с их причастностью к покушению на Рейнхарда Гейдриха. Поздним летом 1942 года на несколько недель был откомандирован в концлагерь Освенцим. 9 ноября 1942 года дослужился до штурмбаннфюрера СС. В декабре 1942 года развёлся с женой, но в 1943 года вновь женился на Гретель Зуттер.
22 мая 1943 года Кребсбах застрелил ночью ефрейтора люфтваффе Йозефа Брайтенфелльнера, нарушавшего общественный порядок неподалёку от его дома. 30 июля 1943 года уполномоченный суд СС и полиции в Вене не стал возбуждать предварительное расследование против Кребсбаха и расценил это деяние, как «акт оправданной самообороны» и, следовательно, воздержался от назначения наказания. В августе 1943 года был переведён в концлагерь Рига-Кайзервальд. В конце октября 1943 года из-за заболевания холерой долгое время находился в лазарете. Кребсбах стал главным врачом в лагере, руководил санитарной службой и контролировал медицинский персонал как в основном лагере, так и в сублагерях. Кребсбах в дальнейшем также действовал как инспектор по эпидемиям в Латвии, Литве, Эстонии. Он участвовал в селекции нетрудоспособных и больных заключённых, которые позднее были либо убиты смертельными инъекциями, либо расстреляны в окрестных лесах. Бывший заключённый концлагеря Рига-Кайзервальд Фридрих Дойч вспоминал: «там, где он [Кребсбах] появлялся, происходили селекции, и люди пропадали». По свидетельствам выживших людей, проводил медицинские эксперименты над заключёнными, вводя им возбудители тифа. Кребсбах оставался в Риге до декабря 1943 года, когда он заменил заболевшего врача концлагеря Вайвара Франца фон Бодмана. С апреля 1944 года вновь стал главным врачом концлагеря Рига-Кайзервальд, где участвовал в двух акциях массовых убийств: в ходе так называемой детской акции он отобрал всех детей до 14 лет на уничтожение. 28 июля 1944 года под его непосредственным руководством было убито 1000 старых и больных заключённых в сублагере Рига-Мюльграбен.
17 октября 1944 года был демобилизован из Войск СС в связи с возрастом и непригодностью. С декабря 1944 года работал заводским врачом в Касселе на ткацкой фабрике Salzmann & Co и Wegmann & Co, предприятии, которое первоначально производило железнодорожные вагоны, а потом активно занималось производством оружия.

### После войны
29 мая 1945 года был арестован военнослужащими армии США на своём рабочем месте и доставлен в лагерь для интернированных в Шварценборне, где находился до того как предстал перед американским военным трибуналом в Дахау, рассматривавшем преступления в концлагере Маутхаузен. Во время допроса 16 февраля 1946 года признался, что принимал участие «примерно в 200 казнях русских, поляков и чехов» в концлагере Маутхаузен, а также «в отравлении газом от 200 до 300 заключённых», и что провел селекцию «около 200 человек с туберкулезом», которым затем были убиты инъекциями, сделанными санитарами. Во время судебного процесса Кребсбах отказался защищать себя. Многочисленные выжившие свидетели обвиняли его в том, что он проводил селекцию больных заключённых и убивал их с помощью инъекций, лишения пищи или ядовитого газа. 13 мая 1946 года был приговорён к смертной казни через повешение. Прошение о помиловании, поданное его сестрой, было отклонено. 28 мая 1947 года приговор был приведён в исполнение в Ландсбергской тюрьме.